# خیلا میرزالی
خیلا میرزالی (به لاتین: Khila Mirzali) یک منطقه مسکونی در جمهوری آذربایجان است که در شهرستان صابرآباد واقع شده است.